# Битка у заливу Пусан (1592)
Битка у заливу Пусан (1. септембра 1592) била је победа корејанског адмирала Ји Сун Сина над јапанском морнарицом током Јапанске инвазије Кореје (1592-1598).

## Позадина

### Супротстављене снаге
Да би се разумео стварни однос снага у поморским биткама између Корејанаца и Јапанаца у ово време, није довољно анализирати само број ангажованих бродова: пловне карактеристике, чврстина и наоружање бродова били су од далеко већег значаја.
Јапанци су током инвазије користили две врсте ратних бродова: велике (атакебуне) и средње (секибуне). Коришћени су и мањи, помоћни бродови (кобаја), углавном за извиђање. Иако су били грађени тако да подсећају на пловеће тврђаве (палуба средњих и великих бродоба била је са све 4 стране окружена грудобранима са пушкарницама, подсећајући на дрвену кутију на бродском кориту), њихови грудобрани од дрвета, бамбуса и платна били су намењени за одбрану од стрела и аркебуза, и чак ни највећи јапански бродови типа атакебуне нису могли да издрже поготке корејских топова у борби на одстојању. Већина јапанских бродова била је типа секибуне, који су били намењени за брзу пловидбу по отвореном мору и заузимање других бродова укрцавањем и борбом прса у прса -  абордажом. Пошто су грађени за брзину, имали су уска корита и дубок газ, а грађени су од лаке кедровине и покретани на весла и једра. Већина јапанских ратних бродова није имала никакво оружје, изузев аркебуза које је носила посада: иако изврсно оружје против пешадије и коњице, аркебуза је била немоћна да пробије бокове ратног брода.
Са друге стране, корејске галије (паноксеон), главни ратни бродови краљевства Чосон, били су масивни бродови плитког газа, покретани веслима, са две палубе и високим грудобранима на горњој палуби који су штитили посаду од  хитаца и напада абордажом. Иако корејски војници нису имали аркебузе, већ само лукове, сви корејски бродови били су наоружани топовима, чији су пројектили са лакоћом пробијали бокове јапанских бродова. То је била суштинска разлика између јапанске и корејанске поморске тактике: док су Јапанци покушавали да заузму непријатељске бродове укрцавањем и борбом прса у прса, корејски бродови били су пловеће тврђаве које су потапале непријатељске бродове ватром својих топова. Осим тога, плитак газ корејских бродова омогућавао је лаку пловидбу по плитким приобалним водама и мореузима, где је вођена већина битака, где су јапански бродови дубоког газа били у неповољнијем положају. Постојало је и неколико бродова корњача, али њихов значај био је више морални него војнички.
У свим корејским поморским победама током јапанске инвазије Кореје (1592-1598) - укупно 12 битака - јапански бродови потопљени су на одстојању ватром из корејских топова док су покушавали да се приближе за укрцавање и борбу прса у прса (абордаж), чиме се могу лако објаснити минимални корејски губици: док су Јапанци у 10 битака током 1592. изгубили преко 300 бродова, Корејанци нису изгубили ниједан, а број погинулих и рањених морнара био је мали. Једина јапанска поморска победа - битка у мореузу Чилчолјанг (1597) - постигнута је тако што су корејски бродови изненађени на сидришту у уском мореузу и заузети абордажом и нападом са копна.

## Битка
Четврти и последњи поморски поход у првој години рата трајао је осам дана између 24. дана осмог месеца и 2. дана деветог месеца. Најважнији окршај била је битка у заливу Пусан 1. дана деветог месеца, где је корејска флота напала главнину јапанске флоте на сидришту у луци Пусан. Важна је у историји поморског ратовања Кореје, јер је то била једина битка на мору, од десет вођених током године, у којој је Ји Сун Син напао јапанску поморску базу са релативно слабијим снагама.
Упркос губитку Чонг Уна, Јијевог официра који је устрељен јапанском аркебузом током битке, Ји је постигао огромну победу потопивши преко 100 бродова само у овој бици. Како се зима приближавала, обе стране су сматрале да су поморске операције немогуће и остале су на сидришту до пролећа.

## Последице
Успех корејске морнарице у свих десет битака током прве јапанске инвазије Кореје (1592) имао је велики утицај на ток целе инвазије. Поморске победе компензовале су копнене поразе. Јапанска војска је напредовала дубоко у земљу, али Чосонова доминација морима око јужне обале осујетила је напоре Јапана да интегрише поморске и копнене кампање и представљала је озбиљну претњу поморској логистици која је подржавала јапанске копнене снаге.